# Ældreminister
Ældreminister er en post i Danmarks regering, som blev oprettet til regeringen Lars Løkke Rasmussen II 28. juni 2015. På dette tidspunkt blev embedet sat sammen med sundhedsministerembedet som sundheds- og ældreminister, og første minister på posten blev Sophie Løhde fra Venstre. Ved regeringsomdannelsen 28. november 2016 blev posten skilt ud som selvstændigt embede; første ældreminister (uden andre områder) blev Thyra Frank fra Liberal Alliance. Ved regeringsskiftet 27. juni 2019 blev posten atter lagt sammen med sundhedsministerposten. Den nuværende minister er Mette Kierkgaard, som blev udnævnt til ældreminister i Regeringen Mette Frederiksen II 15. december 2022.
Social-, Bolig- og Ældreministeriet har det nationale ansvar for offentlig behandling af de ældre.